# Alias John Preston
Alias John Preston è un film del 1955 diretto da David MacDonald.

## Trama
John Preston è un uomo ricco che investe in attività. Si trasferisce nella piccola città di Deanbridge ma la notte comincia a fare strani sogni su Sylvia, una bellissima donna del suo passato.